# Birchwood (Cheshire)
Birchwood – osada i civil parish w Anglii, w Cheshire, w dystrykcie (unitary authority) Warrington. W 2011 roku civil parish liczyła 10 701 mieszkańców.